# Nitzschia varelae

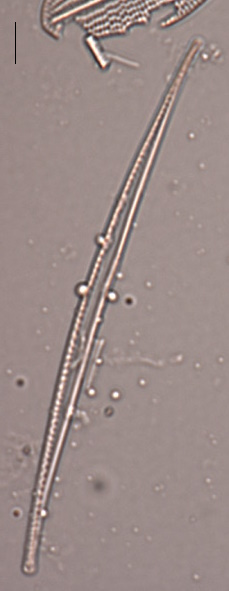
Figura 1. Frústulo de Nitzschia varelae bajo microscocpía de campo claro

Nitzschia varelae Carballeira, D.G. Mann & Trobajo (Figura 1) es una especie de diatomea salobre-marina descubierta en 2007 en lagunas costeras ibéricas, tanto de las costas atlánticas como mediterráneas. Holotipo (BM 101 850) depositado en el Natural History Museum of London 

### Características morfológicas y filogenia molecular
Frústulos siempren de simetría hantzschioide (es decir, con los rafes de ambas valvas en el mismo lado de la célula). Valvas arqueadas que se estrechan largamente hacia los ápices, estrechos y rostrados, el margen convexo es curvo en todos los especímenes, el margen cóncavo en todas las valvas largas. Valvas de 40,4-84,8 μm de largo y 2,1-3,2 μm de ancho. Rafe excéntrico, situado a lo largo del margen convexo, con terminaciones centrales de rafe (detectables en microscopía de campo claro como un engrosamiento muy pequeño del margen convexo). Fíbulas 12,7-16,0 en 10 μm, el par central notablemente más espaciado que los demás. Estrías 53,8-60,2 en 10 μm, indetectables en microscopía de campo claro.
La microscopía electrónica de barrido revela que las estrías son uniseriadas, cada una de las cuales comprende una línea de poroides redondos. Dentro del canal del rafe, las estrías están dispuestas en la cara valvar por dos conjuntos de poroides, que forman dos filas longitudinales paralelas al rafe. En las valvas los poroides pueden verse ocluidos por placas cribosas (himen), que se sitúan en las aberturas externas de los poroides. Las fíbulas se extienden desde esta cresta hasta el manto proximal; son costillas arqueadas y delgadas. En el centro, la cresta longitudinal que une las fíbulas está menos desarrollada y las fíbulas están mucho más separadas.
Los frústulos son consistentemente hantzschioides (es decir, con los sistemas de rafe siempre en el mismo lado del frústulo) y el contorno valvular era asimétrico con respecto al plano apical, dos rasgos que hasta hace poco se consideraban característicos del género Hantzschia. Sin embargo, las filogenias moleculares basadas en rbcL y LSU rDNA indicaron que la nueva especie no pertenece a Hantzschia, sino a los diversos linajes dispares que componen el género parafilético Nitzschia. Otras diatomeas con simetría hantzschioide pero con una morfología muy similar al género Nitzschia, demuestran que puede existir un núcleo de especies hantzschioides que pueden clasificarse juntas, de acuerdo con la interpretación tradicional del género Hantzschia, no hay ninguna característica morfológica común a todas ellas que pueda utilizarse para diagnosticar el grupo y diferenciarlo de los diversos linajes hantzschioides que están separados del verdadero género Hantzschia y que actualmente se incluyen, en los géneros Nitzschia o Cymbellonitzschia. Por tanto, la diferenciación entre diatomeas hantzschioide del género Nitszchia y Hantzschia requerirá en muchos casos pruebas moleculares. N. varelae no pertenece al mismo linaje que la especie tipo de Nitzschia, N. sigmoidea, pero todavía es escaso el conocimiento de los límites genéricos en las Bacillariaceae que necesitan de un estudio molecular y morfológico más amplio en esa familia.

### Etimología

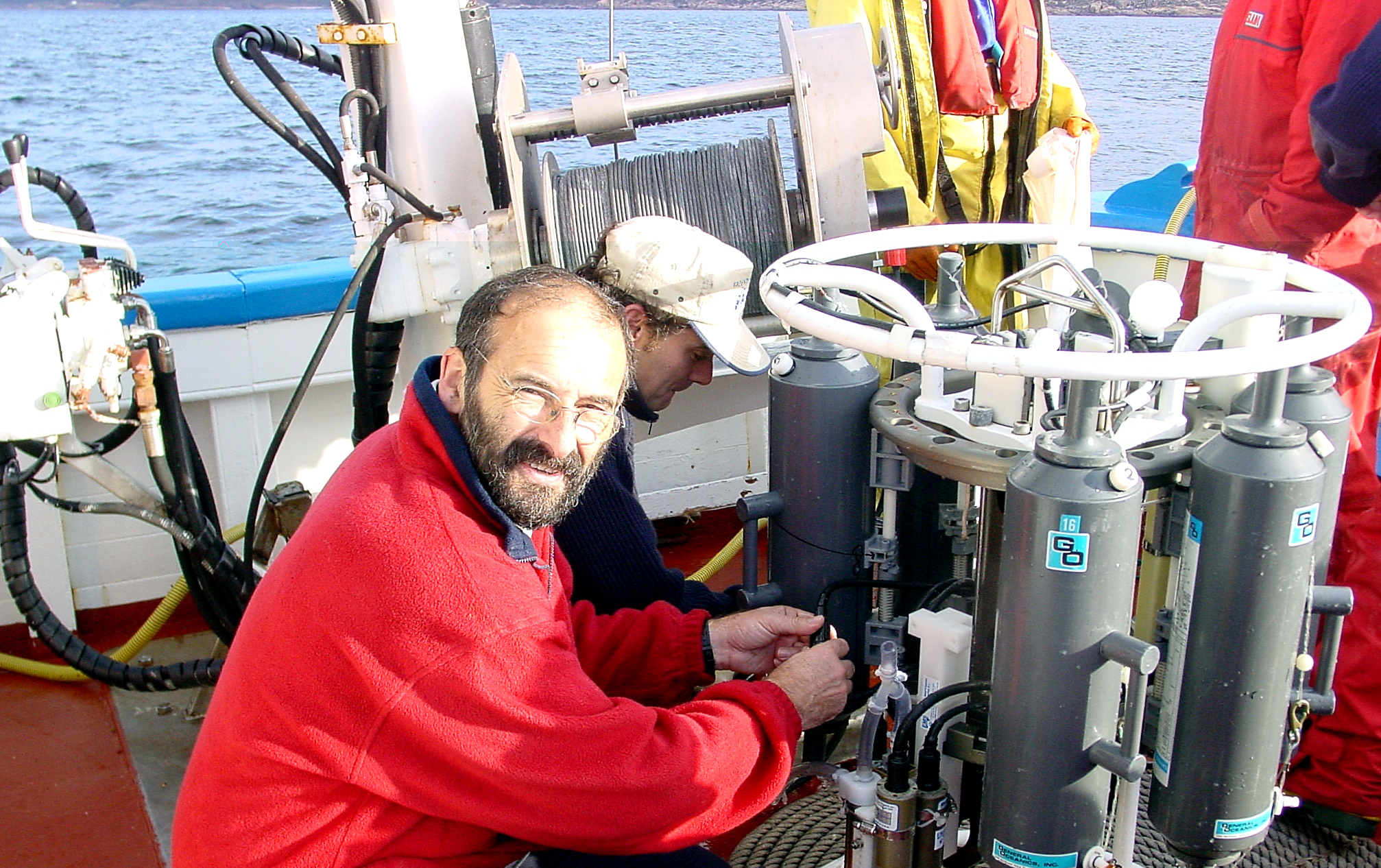
Dr. Manuel Varela Rodríguez (Malpica, 1954 – Caión, 2019), oceanógrafo español

Este taxón está dedicado al Dr. Manuel Varela Rodríguez (Malpica, 1954 – Caión, 2019), del Instituto Español de Oceanografía, en reconocimiento a las aportaciones que a lo largo de su carrera ha realizado a los estudios de diatomeas gallegas en medios dulceacuícolas, salobres y marinos. 

### Ecología
Es una diatomea perifítica y bentónica que habita aguas de transición en un amplio rango de salinidad, entre 2,5 y 28 mS cm-1 de conductividad eléctrica y un pH entre 6,9 y 9,0, en las lagunas costeras ibéricas de Valdoviño (o Frouxeira) (Valdoviño, A Coruña), Muro (O Porto do Son, A Coruña), El Clot y Alfacada (Delta del Ebro, Tarragona).